# Лёгкая атлетика на Европейских играх 2019
Соревнования по лёгкой атлетике на Европейских играх 2019 проходили с 21 по 28 июня на стадионе Динамо.  В соревнованиях приняли участие около 488 легкоатлетов из 24 стран Европы. По сравнению с традиционным форматом проведения соревнований, количество наград сократилось: было разыграно всего 10 комплектов, включая итоговый, сильнейшим сборным.
Соревнования проходили в новом командном формате - «Динамичная лёгкая атлетика» (Dynamic New Athletics). В квалификационном раунде 24 сборные были разделены на четыре "матча", в каждом из которых соревновались представители 6 стран. По результатам квалификационных раундов, победители в каждом матче, а также две команды из занявших вторые места в своих матчах, набравшие наибольшее количество очков к последнему виду программы (гонка преследования), проходили сразу в полуфинальные соревнования.
Остальные команды (18 сборных) принимали участие в четвертьфиналах. Победители каждого из трёх четвертьфиналов, а также три лучшие команды из занявших вторые места в этом раунде проходили в полуфиналы. В полуфиналах выступили 12 лучших команд, которые и разыграли между собой путёвки в финал. В финале приняло участие 6 сильнейших сборных, по три лучших из каждого полуфинала.
Каждый матч состоял из соревнований в 9 видах программы: прыжок в длину (женщины), бег на 100 метров (мужчины), метание копья (женщины), бег на 100 метров (женщины), смешанная эстафета 4×400 м (2 мужчины и 2 женщины), бег на 110 метров с барьерами (мужчины), прыжки в высоту (мужчины), бег на 100 метров с барьерами (женщины), смешанная эстафета в виде гонки преследования. Победитель каждого матча, в независимости от раунда проведения, определялся в заключительном виде — эстафете преследования (состоит из бега на 800 метров, 600 метров, 400 метров и 200 метров).
За 1 место в каждом индивидуальном виде команда получала 12 очков, за 2 место — 10 очков, 3 место — 8 очков, 4 место — 6 очков,5 место — 4 очка, 6 место — 2 очка. В случае схода с дистанции или отсутствия засчитанной попытки в каком-либо техническом виде, команда получала в этом виде программы 0 очков. Гонка преследования – последний вид каждого матча, в ней команды стартовали по системе Гундерсона (задержка на старте на 0,333 секунды за каждое 1 очко разницы по итогам проведения 8 видов каждого матча).
В отдельных видах программы (во всех, включая гонку преследования, то есть в 9 видах) также определялись победители и призёры соревнований. Личные медали были разыграны в квалификационный день турнира, 23 июня, победители и призеры были определены по итогам сравнения результатов всех участников турнира в каждом отдельном виде программы.

## Квалификация
Квалификация прошла по итогам рейтинга составленного после командного чемпионата Европы 2017 года. На играх должны были выступить представители 30-ти лучших стран рейтинга, в каждую сборную может войти до 23 легкоатлетов.
| - Германия - Польша - Франция - Великобритания - Испания - Украина | - Италия - Чехия - Греция - Швеция - Финляндия - Швейцария | - Беларусь (хозяйка) - Нидерланды - Россия - Турция - Португалия - Норвегия | - Румыния - Бельгия - Ирландия - Венгрия - Словакия - Литва | - Эстония - Болгария - Дания - Словения - Латвия - Кипр |

23 апреля, организационный комитет Игр объявил, что шесть стран отказались от участия в легкоатлетических соревнованиях. Отказавшимися сборными были:
| - Великобритания - Швеция - Финляндия | - Нидерланды - Норвегия - Бельгия |

## Календарь
| ЦО | Церемония открытия | ● | Квалификации | 2 | Финалы соревнований | ЦЗ | Церемония закрытия |

| Июнь            | Июнь            | 21 Пт | 22 Сб | 23 Вс | 24 Пн | 25 Вт | 26 Ср | 27 Чт | 28 Пт | 29 Сб | 30 Вс | Медали |
| --------------- | --------------- | ----- | ----- | ----- | ----- | ----- | ----- | ----- | ----- | ----- | ----- | ------ |
| Лёгкая атлетика | Лёгкая атлетика |       |       | 9     |       | ●     | ●     |       | 1     |       |       | 10     |

## Медали

### Общий зачёт
| Дисциплина             | Золото  | Серебро  | Бронза   |
| Командные соревнования | Украина | Беларусь | Германия |

### Медалисты

#### Мужчины
| Дисциплина             | Золото                        | Серебро                       | Бронза                              |
| 100 метров             | Карлуш Насименту · Португалия | Ян Волко · Словакия           | Жак Харви · Турция                  |
| 110 метров с барьерами | Хассан Фофана · Италия        | Виталий Парахонько · Беларусь | Константинос Дувалдис Рикс · Греция |
| Прыжки в высоту        | Максим Недосеков · Беларусь   | Илья Иванюк · Россия          | Богдан Бондаренко · Украина         |

#### Женщины
| Дисциплина             | Золото                       | Серебро                               | Бронза                               |
| 100 метров             | Словения · Майя Михалинец    | Беларусь · Кристина Тимановская       | Греция · Рафаэла Спанудакис-Хацирига |
| 100 метров с барьерами | Беларусь · Эльвира Герман    | Украина · Анна Плотицына              | Венгрия · Грета Керекеш              |
| Метания копья          | Беларусь · Татьяна Холодович | Россия · Екатерина Старыгина          | Латвия · Мадара Паламейка            |
| Прыжки в длину         | Россия · Елена Соколова      | Беларусь · Анастасия Мирончик-Иванова | Украина · Марина Бех                 |

#### Смешанные
| Дисциплина            | Золото                                                                           | Серебро                                                                     | Бронза                                                                          |
| Эстафета 4×400 метров | Украина · Данило Даниленко · Татьяна Мельник · Алексей Поздняков · Анна Рыжикова | Чехия · Ян Тесарж · Барбора Маликова · Лада Вондрова · Михал Десенский      | Португалия · Рикарду Дос Сантос · Кати Азеведо · Ривинилда Ментаи · Жоао Коэльо |
| Гонка преследования   | Украина · Евген Гуцол, · Ольга Ляховая · Алексей Поздняков · Яна Качур           | Чехия · Филип Сасинек · Диана Мезульяникова · Патрик Шорм · Марсела Пиркова | Италия · Рикардо Тамассия · Ирена Бальдессари · Джузеппе Леонарди · Джулия Рива |